# Lia Nirgad

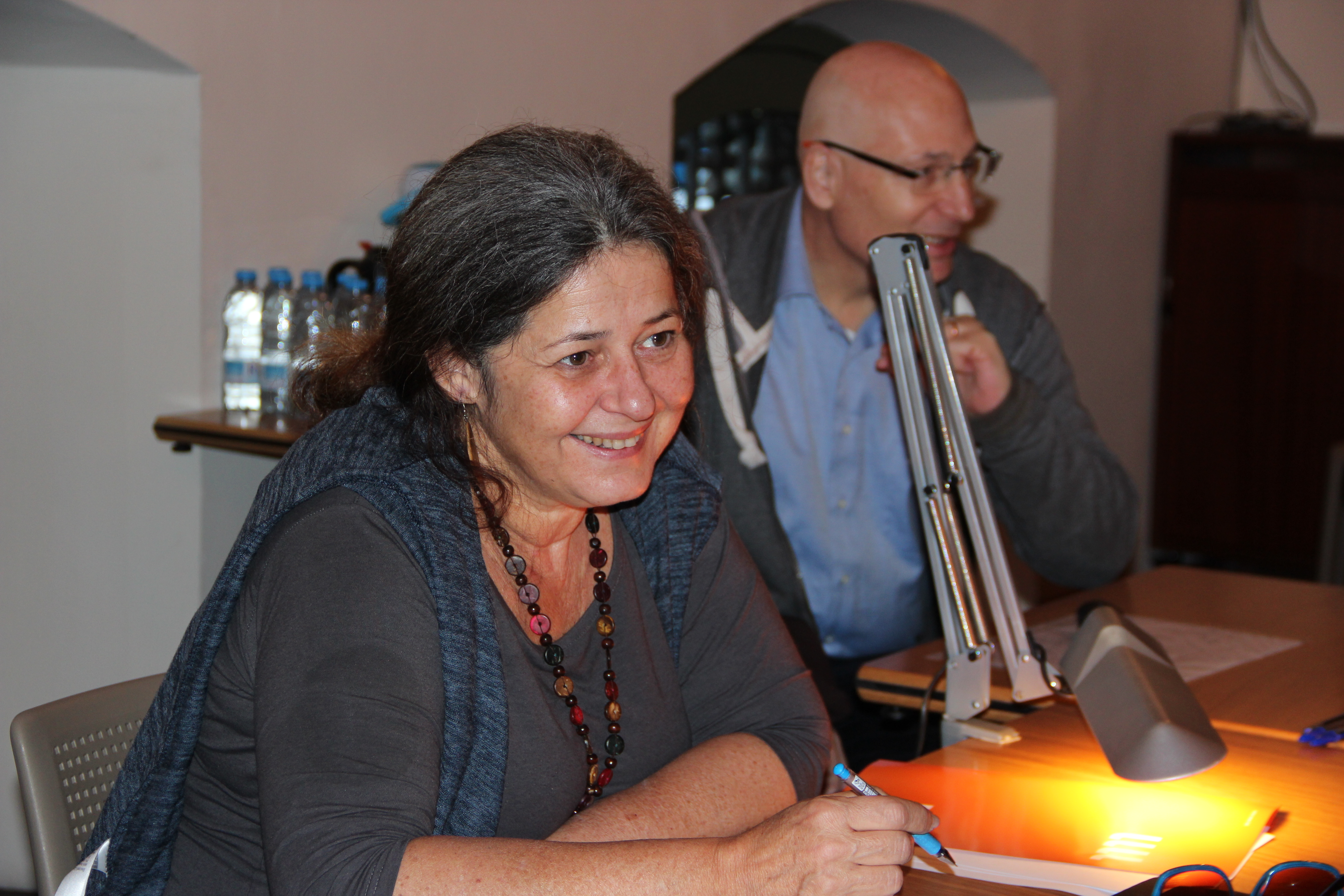
Lia Nirgad

Lia Nirgad (geboren 1962 in Belgien) ist eine in Tel Aviv lebende Autorin, Redakteurin und Übersetzerin. Sie ist Mitglied der Menschenrechtsorganisation Machsom Watch.

## Leben und Werk
Lia Nirgad ist eine Tochter polnischer Juden, die während des Holocausts nach Palästina emigrierten. Da ihr Vater, Ram Nirgad, als israelischer Botschafter arbeitete, wurde sie in Belgien geboren und wuchs in Jerusalem, in Nigeria während des Biafra-Kriegs und in Argentinien auf. Schon sehr früh wurde sie durch diese Aufenthalte in Krisengebieten mit Krieg und Gewalt konfrontiert. Im Alter von 17 Jahren kehrte sie nach Israel zurück und absolvierte dort ihren Militärdienst, in dessen Rahmen sie unter anderem Sozialarbeit mit Straßengangs in Tel Aviv und kleineren Vororten verrichtete. Nach dem Militärdienst nahm sie ein Studium der Philosophie und Geschichte an der Universität Tel Aviv auf. Ein Doktoranden-Stipendium für die Universität Cambridge, das sie nach Abschluss des Studiums erhielt, brach sie nach einer Woche ab, um als freie Autorin tätig sein zu können.
Sie war lange Zeit in verschiedenen politischen Organisationen aktiv und ist seit dem Jahr 2003 Mitglied der unabhängigen Menschenrechtsorganisation Machsom Watch, einer israelischen Frauengruppe, die die militärischen Aktivitäten und das Verhalten des israelischen Militärs an den Checkpoints zu den Palästinensergebieten beobachtet. Ihr Buch Winter in Qualandia verarbeitet die dabei gemachten Erfahrungen am Checkpoint Qualandia zwischen Jerusalem und Ramallah. Dieser Text ist auch als gleichnamiges Theaterstück erschienen. Eine Adaption des Stückes mit dem Titel Human Checkpoint – Winter in Qualandia wurde im Jahr 2010 vom Wu-Wei-Theater im Mousonturm in Frankfurt am Main aufgeführt.
Nirgad schrieb mehrere Romane und ein Kinderbuch, das auch für das israelische Kinderfernsehen bearbeitet wurde. Außerdem ist sie auch als Übersetzerin tätig und hat u. a. Werke von Charles Frazier (Cold Mountain), Lorrie Moore (Birds of America) und Javier Marías (El Hombre Sentimental) ins Hebräische übersetzt. Ihre eigenen Werke sind u. a. in deutscher und englischer Sprache erschienen.
Sie ist verheiratet und lebt mit ihrer Familie in Tel Aviv, ihre ältere Schwester ist die Schauspielerin Liron Nirgad.

## Veröffentlichungen
In deutscher Übersetzung sind bisher erschienen:
- Layla und die magische Reise zum Glück (Roman). Übersetzung von Anja Ditfeld. Verlagsgruppe Droemer Knaur, München 2007, ISBN 978-3-426-19750-9
- Winter in Qualandia (Theaterstück). Aus dem Hebräischen von Abraham Melzer. Theaterverlag Hofmann-Paul, Berlin 2006.
- Winter in Qualandia (Roman). Aus dem Hebräischen von Abraham Melzer, Melzer Verlag, Neu-Isenburg 2005, ISBN 3-937389-57-1